# Keydren Clark
Keydren Kentrell Clark, detto Kee-Kee (Tuscaloosa, 8 ottobre 1984), è un ex cestista statunitense con cittadinanza bulgara è alto 1,80 metri e giocava nel ruolo di playmaker.

## Carriera

### College
Clark è stato uno dei giocatori che ha segnato più punti nella storia della Division I del campionato NCAA, mettendone a referto 3058, con una media di 25,9 per partita.
Fu uno dei più bassi giocatori di sempre (1,80 metri) a condurre la classifica dei migliori marcatori della Division I, riuscendoci due volte, nel 2004 e nel 2005.
Giocò per il Saint Peter's College dal 2002 al 2006.
Nel 2003 mantenne medie di 24,9 punti per partita, nel 2004 le incrementò fino al suo massimo di 26,7 punti per partita, e nel 2005 scesero leggermente a 25,8 punti.
Clark fu il capocannoniere della nazione per quanto riguarda i punti per partita nel 2004 e nel 2005, diventando l'ottavo giocatore in grado di ripetersi alla guida della classifica marcatori.
Clark segnò 435 canestri da 3 punti (tirando col 40,2% in carriera), stabilendo il nuovo record della NCAA, che venne però successivamente superato dall'attuale giocatore dei Los Angeles Clippers, J.J. Redick, che ne mise a referto 457.
Clark terminò la sua esperienza al college come sesto miglior realizzatore di sempre nel campionato NCAA, e divenne il settimo giocatore a superare quota 3.000 punti segnati nella loro carriera universitaria. Gli altri furono Pete Maravich (3.667), Freeman Williams (3.249), Lionel Simmons (3.217), Alphonso Ford (3.165), Harry Kelly (3.066) e Hersey Hawkins (3.008).
Si dichiarò così eleggibile al Draft NBA 2006, ma non venne scelto da alcuna squadra, e decise così di iniziare la sua carriera professionistica in Europa.

### Europa
Nel luglio del 2006, firmò per la squadra neopromossa nel massimo campionato greco, l'Egaleo.
Il 19 luglio del 2007 si spostò per la prima volta in Italia, militando nelle file della Scavolini Pesaro.
Nel 2008 ritornò in Grecia, firmando per l'Aris Salonicco.
Nel giugno del 2010 fa nuovamente ritorno in Italia, questa volta all'Umana Venezia, dove resta fino al termine della stagione 2012-2013.
Il 31 luglio 2013 firma un contratto per una stagione con la Pallacanestro Varese, con cui esordisce il 4 settembre nell'amichevole vinta contro il Galatasaray, mettendo a referto 12 punti.

Il 3 aprile viene tagliato dalla Pallacanestro Varese.

## Palmarès
- Match des Champions: 1

Nanterre: 2014